# Abbaye de Belloc
L'abbaye de Belloc és un formatge de pasta premsada no cuita fet a partir de llet d'ovella crua.
Aquest formatge té una textura ferma, tancada, complexa i cremosa, l'escorça natural és marró amb parts vermelles, ataronjades i grogues i està marcada amb forats diminuts. Aquest aspecte li ve donat pel pebre vermell dolç amb el que es polvoritza la pell. La pasta interior és densa, suau i de color ivori. El seu sabor recorda al caramel cremat i té una característica aroma de lanolina. Pot servir-se en safates de formatges, usar-lo per a elaborar salses, per ratllar o gratinar.
L'abadia de Notre-Dame de Belloc va ser fundada per monjos benedictins, que durant segles han elaborat els seus propis formatges amb llet produïda a la zona. A l'estiu, els pastors seguien l'antiga tradició de portar a pasturar el ramat a les muntanyes. Juntament amb altres formatges de llet d'ovella de la regió, l'abbaye de Belloc s'integra el grup de l'AOC Ossau-Irati. Els monjos d'aquesta abadia són probablement els iniciadors i creadors de formatges de llet d'ovella al País Basc, al segle xvii. Situat prop del mar i la primera falda dels Pirineus, l'Abadia de Belloc, gaudeix d'un clima oceànic que li va permetre des dels primers temps el desenvolupament d'una civilització pastoral.